# Наумов, Иван Фёдорович
Иван Фёдорович Наумов — русский военный и государственный деятель начала XVII века.

## Биография
В 1609 году воевода в Ростове, затем в Костроме и вторично в Ростове; приверженец Лжедмитрия II. Сохранилось довольно много донесений Наумова Яну Сапеге, из которых видны его мероприятия против сторонников Василия Шуйского.
3 марта 1609 года Наумов пришёл под Кострому; там, около посада были порублены «тарасы», а по улицам поставлен во многих местах острог, то есть сделаны укрепления. Острог был взят приступом, костромичей побили, а тех, которые заперлись, пожгли; бежавших побили по дорогам. В апреле, вследствие письма Лжедмитрия II Яну Сапеге о немедленной посылке в Ростов польских и литовских людей для защиты от ярославцев, туда были отправлены: Наумов с русскими ратными людьми да паны Руженский, Будила и Подгороцкой с гусарами и жолнёрами. В конце мая Наумов был в Ростове. Он сообщал Сапеге о военных действиях вместе с Лисовским под Ярославлем; с ними ходили донские казаки, дрались с ярославцами, многих побили и при осаде Ярославля взяли Земляной город приступом, однако попытки выбить защитников из Рубленого города остались тщетными. Лисовский отступил к Костроме, Наумов же, послав с ним казаков, вернулся к Ростову.
28 июля он писал Сапеге, что пошёл с польскими полковниками под Кострому на помощь Лисовскому и что удалось взять Юрьевец. Ровно за месяц до этого донесения, 28 июня, польские и русские люди стали перевозиться через Волгу в 5 км ниже Решмы; снизу по Волге и берегом, по луговой стороне, пришли в это же время ратные люди от Ф. И. Шереметева. Наумов посылал к Будилу и Подгороцкому просить помощи; не дождавшись помощи, пошёл с острова и был побит на перелазе. 5 июля он приходит в Ростов; но ему не с кем быть в Ростове и в Борисоглебском монастыре, потому что казаки и боярские дети погромлены и побиты; Будило хочет идти из Ростова в Тушинский лагерь, а Лисовский к Сапеге под Троицу. Между тем Шереметев стоит в Нижнем Новгороде и хочет идти Волгой к Ярославлю, а оттуда в Ростов и в Переславль.
В начале 1612 года, когда жители Переславля прислали в Ярославль к князю Д. М. Пожарскому, прося избавить их от насилия Заруцкого, Пожарский послал к ним ратных людей под начальством Наумова; «он же пришед — как сказано в летописи — казаков отгна и Переяславль укрепи». При каких обстоятельствах произошла эта перемена в поведении Наумова не известно.
В 1614—1616 годах Наумов был воеводой в Торжке. В 1616 году был в Москве по «ногайским вестям» в Чертольских воротах и на воротах по стене до Арбатских ворот. В 1617 году был воеводой в Болхове. Начальство над полками распределялось в то время следующим образом: воеводой большого полка был князь Хованский; передового полка — князь Татев; сторожевого полка — Василий Волынский. В случае прихода татар на Белевские, Болховские, Орловские и Карачевские места в сходе с вышеупомянутыми воеводами должен был быть и Наумов.
В 1622—1623 годах Наумов — воевода в Пскове. Весной 1624 года дневал и ночевал с Ф. И. Шереметевым на государевом дворе. 19 сентября того же года на свадьбе царя Михаила Фёдоровича с княгиней Марией Владимировной Долгорукой был в числе дворян, шедших за санями царицы. В 1625—1629 годах был на воеводстве в Ярославле. В 1626 году Наумов получил царскую грамоту, чтобы отпускать жившего в Ярославле сибирского хана Али в его поместную деревню Ярославского уезда. Хан Али «испроелся», живя в городе, но не смел ехать в деревню без царского указа. Царь Михаил Фёдорович дозволил Наумову отпускать его с приставом недели на две, а иногда и на месяц, но не особенно часто, «для пашенного времени и для всяких его нужд и запасу для». В 1630 году Наумов вместе с князем А. А. Хованским делал в Вязьме город и каменные башни, а в 1631 году — земляной город.